# Ліз Макколган
Ліз Макколган  (англ. Liz McColgan, 24 травня 1964) — британська легкоатлетка, олімпійська медалістка.
Переможниця Лондонського марафону (1996).

## Виступи на Олімпіадах
| Олімпіада      | Дисципліна           | Місце |
| -------------- | -------------------- | ----- |
| Сеул 1988      | біг на 10 000 метрів | 2     |
| Барселона 1992 | біг на 10 000 метрів | 5     |
| Атланта 1996   | марафонський біг     | 16    |